# Martin Gareis
Martin Gareis, nemški general, * 6. oktober 1891, † 26. februar 1976.